# Yves Ravaleu
Yves Ravaleu (* 5. September 1945 in Langrolay-sur-Rance; † 15. Oktober 2003 in Ars-sur-Formans) war ein französischer Radrennfahrer und nationaler Meister im Radsport.

## Sportliche Laufbahn
Ravaleu war im Straßenradsport aktiv. Als Amateur startete er für den AC Boulogne-Billancourt. 1967 gewann er die nationale Meisterschaft im Mannschaftszeitfahren mit Robert Bouloux, Daniel Proust, Michel Drenne und Jean-Jacques Cornet. 1966 gewann er den Circuit des Trois Provinces und kam im Etappenrennen Essor Breton auf den 3. Platz, 1967 gewann er dort eine Etappe. Das Amateurrennen von Paris–Brüssel gewann er 1967. 1968 startete er in der Internationalen Friedensfahrt, nach einem Sturz beendete er das Rennen vorzeitig. 1968 holte er einen Etappensieg im Ruban Granitier Breton und gewann den Circuit des Trois Provinces.
Von 1968 bis 1972 startete Ravaleu als Berufsfahrer, einige Zeit als Domestik von Raymond Poulidor. 1968 holte er einen Etappensieg im Ruban Granitier Breton. Die Tour de France bestritt er dreimal. 1971 wurde er 69., 1969 und 1972 kam er nicht ins Ziel. Ab 1973 fuhr Ravaleu wieder als Amateur.

## Familiäres
Er ist der Vater von Stéphan Ravaleu (* 1974) und Freddy Ravaleu (* 1977), ebenfalls professionelle Radrennfahrer.